# Dali Chasma
Minona Corona es una corona que se encuentra en el planeta Venus
El sistema Dali y Diana Chasma consiste en profundos valles que se extienden por 7400 kilómetros (4600 millas) y son características muy distintas en Venus. Esos chasma conectan las tierras altas de Ovda Regio y Thetis Regio con los grandes volcanes en Atla Regio y, por lo tanto, se consideran la "Cola de escorpión" de Afrodita Terra. La escarpa ancha y curva se asemeja a algunas de las zonas de subducción de la Tierra donde las placas de la corteza se empujan unas sobre otras. La superficie brillante de radar en la elevación más alta a lo largo de la escarpa es similar a las superficies en otras regiones elevadas donde algunos minerales metálicos como puede haber pirita (oro de los tontos) en la superficie.
Estas características llevan el nombre de la diosa georgiana Dali y la diosa romana Diana, respectivamente.